# Mladen Urem
Mladen Urem (* 16. April 1964 in Rijeka) ist ein kroatischer Literaturkritiker, Herausgeber und Publizist.

## Leben
Mladen Urem diplomierte an der Medizinischen Fakultät der Universität Rijeka in Radiologie und an der Philosophischen Fakultät in Kroatistik.
Von 1980 bis 1982 Sänger und Gitarrist der New-Wave-Rockgruppe Istočni izlaz (Eastern Exit). Vertreten in der 1994 erschienenen Kleinen Enzyklopädie der kroatischen Pop- und Rockmusik (kroatisch: Mala enciklopedija hrvatske pop i rock glazbe). Literaturredakteur der Zeitschrift Val (Die Welle, 1985–1989), Gründer und hauptverantwortlicher Redakteur der Literaturzeitschrift Rival (1988–2000) und der ihr angeschlossenen Buchreihe Biblioteka Val – Schwerpunkt: Edition von Autorenliteratur (seit 1987). Mitbegründer der Zeitschrift für Philologie Fluminensia (1989), Gründer und Chefredakteur der Zeitschrift für Kultur Sušačka revija (1993–1995) und Chefredakteur der Zeitschrift Dometi (1996). 
In den dreizehn Jahren ihres Bestehens erschienen in der von Urem geleiteten Zeitschrift Rival Werke und Beiträge von 800 Autoren zu Themen aus Kunst und Literatur in Kroatien und in aller Welt. Das Magazin präsentierte eine Vielzahl von globalen Kulturtrends und -strömungen der 90er Jahre, insbesondere Schriftsteller, welchen einige Jahre später respektable Preise und Auszeichnungen zuteilwurden (zum Beispiel V. S. Naipaul – Nobelpreisträger, und viele andere mehr), und sie galt gemeinhin als eine der bedeutendsten Zeitschriften im kroatischen Raum. Zu den weiteren Verdiensten von Rival gehört die Veröffentlichung von Werken kroatischer Autoren in englischer Übersetzung und eine rege und enge Zusammenarbeit mit Zeitschriften aus dem englischsprachigen Raum. 
Mladen Urem publizierte folgende Bücher: Riječki krug redom (1987), Pogledom u riječ (1987), Janko Polić Kamov: Selected Short Stories and Poems (1997), Dan velikih valova (Poesie und Prosa der Rival-Generation, mit einer kompletten Rival-Bibliographie 1988–2000 sowie einer Bibliographie der Val-Bibliothek für den Zeitraum 1987 bis 2001, in Co-Autorschaft mit Goran Ušljebrka und Milan Zagorac, 2001), sowie Pavica Julija Kaftanić (in Co-Autorschaft mit Boris Zakošek, Lovorka Ruck und Igor Žic, 2005) und Southerly Thoughts and Other Stories (An Anthology of Croatian Short Stories by Ksaver Šandor Gjalski, Janko Polić Kamov, Miroslav Krleža, Vladan Desnica, Ranko Marinković, Slobodan Novak, Ivan Aralica, Ivan Slamnig, Anton Šoljan and Nedjeljko Fabrio; Selection by Mladen Urem, Damir Biličić and Želimir Galjanić, 2005). Im Oktober 2006 erschien sein Buch Janko Polić Kamov, Dora Maar i hrvatska avangarda (deutsch: Janko Polić Kamov, Dora Maar und die kroatische Avantgarde).
Urem verfasste eine Vielzahl von Essays, Studien und Forschungsarbeiten zur neueren kroatischen Literatur, insbesondere zum Leben und Werk von Janko Polić Kamov (* 1886 in Rijeka; † 1910 in Barcelona), viele davon erschienen in namhaften amerikanischen und kroatischen Zeitschriften. In Zusammenarbeit mit Dolores Čikić und Boris Zakošek erforschte er für das Pariser Haus für Ahnenforschung Andriveau die Genealogie Dora Maars (1907–1997) und ihres Vaters, des Architekten Josip Marković (* 1874 in Sisak; † 1969 in Paris) und veröffentlichte dazu Arbeiten in der Tageszeitung Večernji list sowie im Nachwort zum Buch von Alicia Dujovne Ortiz Dora Maar – zatočenica pogleda (Zagreb 2004), Titel der französischen Ausgabe: Prisonniere du regard.
Mitarbeiter der amerikanischen Literaturzeitschriften Grand Street (New York), Partisan Review (Boston), World Literature Today (Norman, Oklahoma), Corner (Oakland, California), in denen er Werke der kroatischen Autoren Janko Polić Kamov, Miroslav Krleža, Ivo Andrić und Ivan Goran Kovačić präsentierte und publizierte. In der Zeitschrift Akzente (München) veröffentlichte er die Übersetzung der Geschichte Žalost (Trauer) von Janko Polić Kamov. Zusammenarbeit mit angesehenen amerikanischen Schriftstellern und Herausgebern: Deborah Treisman (* 1971), William Phillips (1907–2002), Robert W. Bingham (1966–1999) und anderen. Zusammenarbeit mit der angesehenen britischen Historikerin Lucy Hughes-Hallett.
Urem veröffentlichte knapp zweihundert Texte zur kroatischen Literatur und war Herausgeber ebenso vieler Bücher. Er war mehrmals Mitglied der Jury zur Verleihung der Literaturpreise Drago Gervais und Nagrada grada Rijeke (Preis der Stadt Rijeka). Mitglied des kroatischen PEN-Zentrums in Zagreb. Gegenwärtig arbeitet Urem im Staatsarchiv Rijeka als Leiter des Lesesaals, der Bibliothek und der Abteilung für Archivpublikationen.